# Sao Đại Giác
Sao Đại Giác (大角星 / Đại Giác Tinh) (định danh Bayer: Alpha Boötis hay α Boötis; tiếng Anh: Arcturus), là một ngôi sao trong chòm sao Mục Phu. Với cấp sao biểu kiến là −0,05, đây là ngôi sao sáng thứ 4 trên bầu trời đêm và là sao sáng nhất trên bầu trời bán cầu bắc. Johann Bayer đã định danh tên α Boötis cho ngôi sao này vào năm 1603, và được Latinh hóa thành Alpha Boötis. Sao Đại Giác tạo thành một góc của Tam Giác Mùa Xuân (một khoảnh sao được tạo nên bởi sao Đại Giác, sao Alpha Virginis và sao Regulus).
Cách Mặt Trời 36,7 năm ánh sáng, sao Đại Giác là một sao khổng lồ đỏ có quang phổ K1,5III—một ngôi sao già có độ tuổi khoảng 7,1 tỷ năm, và đã sử dụng hết hydro ở lõi và tiến hóa ra khỏi dãy chính. Sao Đại Giác có khối lượng tương đương với Mặt Trời, nhưng đã giãn nở với bán kính gấp 25 lần bán kính Mặt Trời và độ sáng gấp khoảng 170 lần độ sáng Mặt Trời. Đường kính của ngôi sao này là 35 triệu km.
Sao Đại Giác không có sao đồng hành nào được phát hiện.

## Danh pháp
Johann Bayer đã định danh tên α Boötis cho sao Đại Giác vào năm 1603, và được Latinh hóa thành Alpha Boötis. Vào năm 2016, Liên đoàn Thiên văn Quốc tế thành lập Working Group on Star Names (WGSN) để lập danh mục và tiêu chuẩn hóa tên riêng cho các ngôi sao. WGSN đã giữ nguyên tên Arcturus từ thời Hy Lạp cổ đại.

## Quan sát

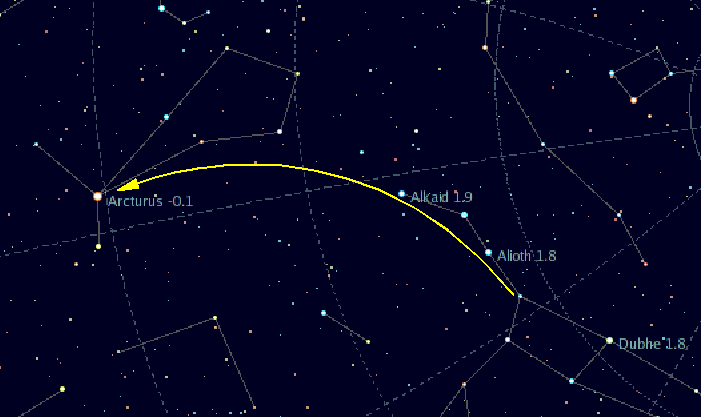
Cách tìm sao Đại Giác (hình 1).

Với cấp sao biểu kiến là −0,05, sao Đại Giác là sao sáng nhất trên bầu trời bán cầu bắc và là sao sáng thứ 4 trên bầu trời đêm, sau sao Thiên Lang (cấp sao biểu kiến là −1,46), sao Lão Nhân (−0,72) và Alpha Centauri (cấp sao kết hợp lại (combined magnitude) là −0,27). Tuy nhiên, α Centauri AB là một hệ sao đôi, trong đó cả hai ngôi sao thành viên đều không sáng bằng sao Đại Giác. Điều này làm cho sao Đại Giác trở thành sao riêng lẻ (individual star) sáng thứ ba, đứng ngay trước α Centauri A (tên chính thức là Rigil Kentaurus), có cấp sao biểu kiến là −0,01. Nhà toán học và thiên văn học người Pháp Jean-Baptiste Morin đã quan sát sao Đại Giác vào ban ngày bằng kính viễn vọng vào năm 1635. Sao Đại Giác có thể được quan sát thấy bằng mắt thường vào thời điểm trước lúc hoặc vào lúc Mặt Trời lặn.
Sao Đại Giác có thể được quan sát thấy ở cả hai bán cầu của Trái Đất vì nó nằm ở 19° bắc của xích đạo thiên cầu. Ngôi sao này đạt đỉnh điểm vào nửa đêm ngày 27 tháng 4 và lúc 9 giờ tối ngày 10 tháng 6, có thể nhìn thấy vào cuối mùa xuân ở phía bắc hoặc mùa thu ở phía nam. Ở Bắc Bán cầu, cách dễ dàng để tìm thấy sao Đại Giác là dựa vào đường vòng cung tưởng tượng xuất phát từ khoảnh sao Bắc Đẩu (hình 1). Nếu tiếp tục dựa vào hướng đi của đường vòng cung tưởng tượng nhưng theo đường thẳng, người ta có thể tìm ra sao Alpha Virginis.

## Hình ảnh

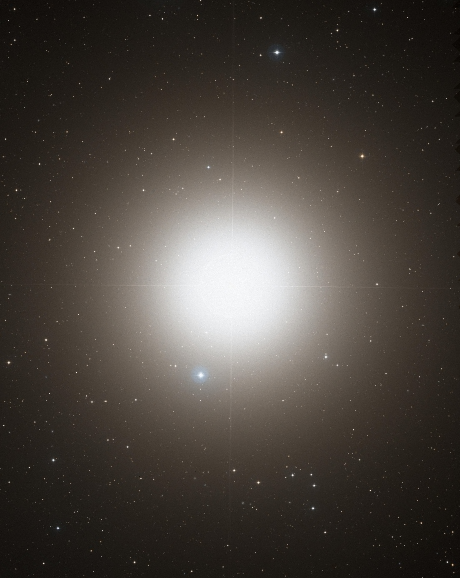
Ảnh quang học của sao Đại Giác.
So sánh kích thước của sao Đại Giác, Mặt Trời và sao Antares (sao Tâm Tú Nhị).
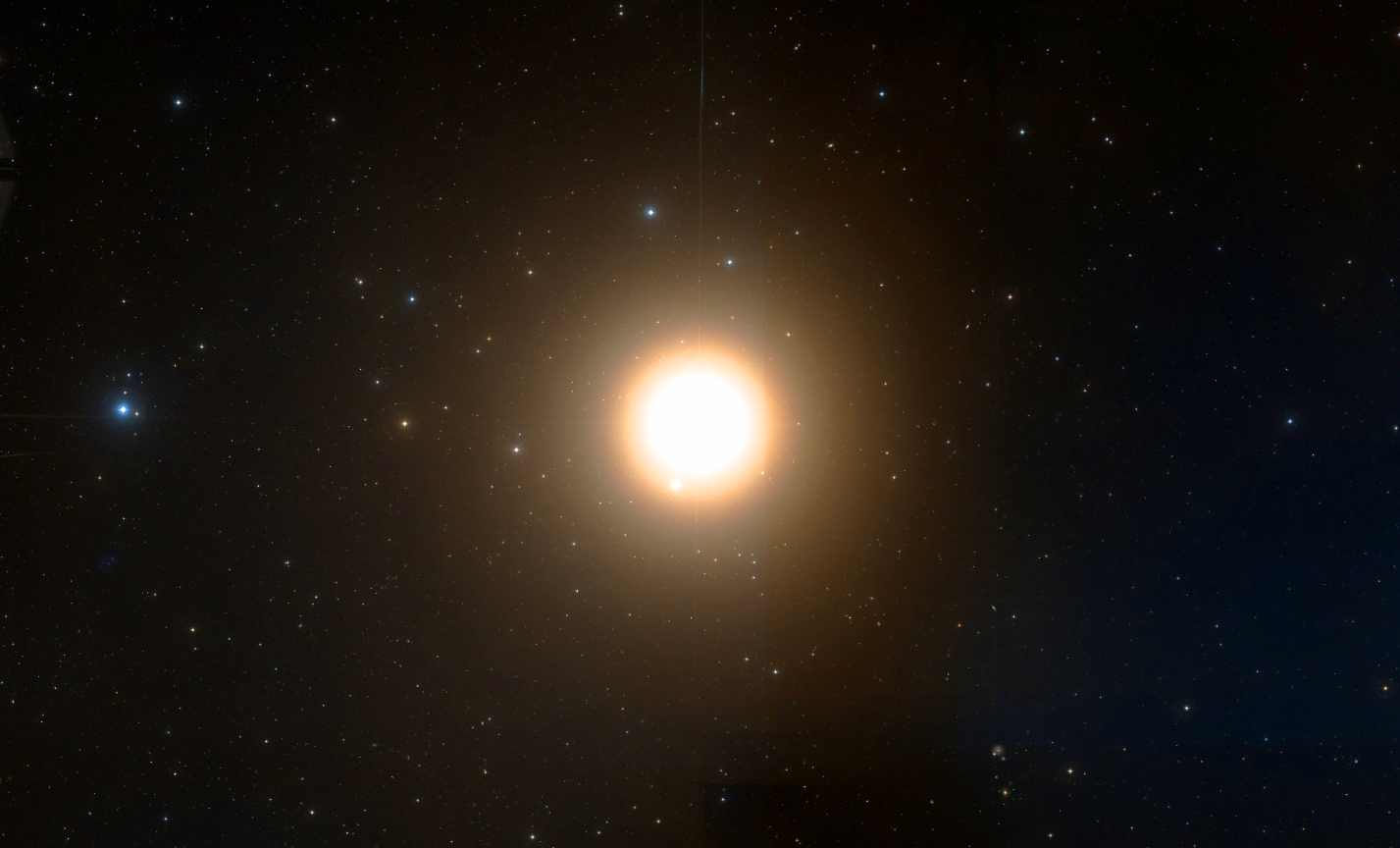
Sao Đại Giác.
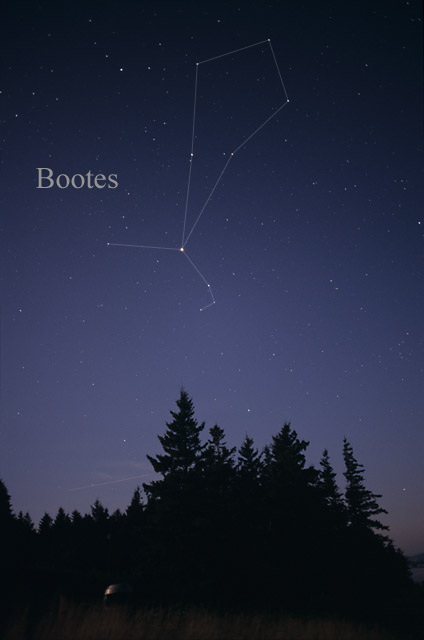
Sao Đại Giác, sao sáng nhất trong chòm sao Mục Phu.
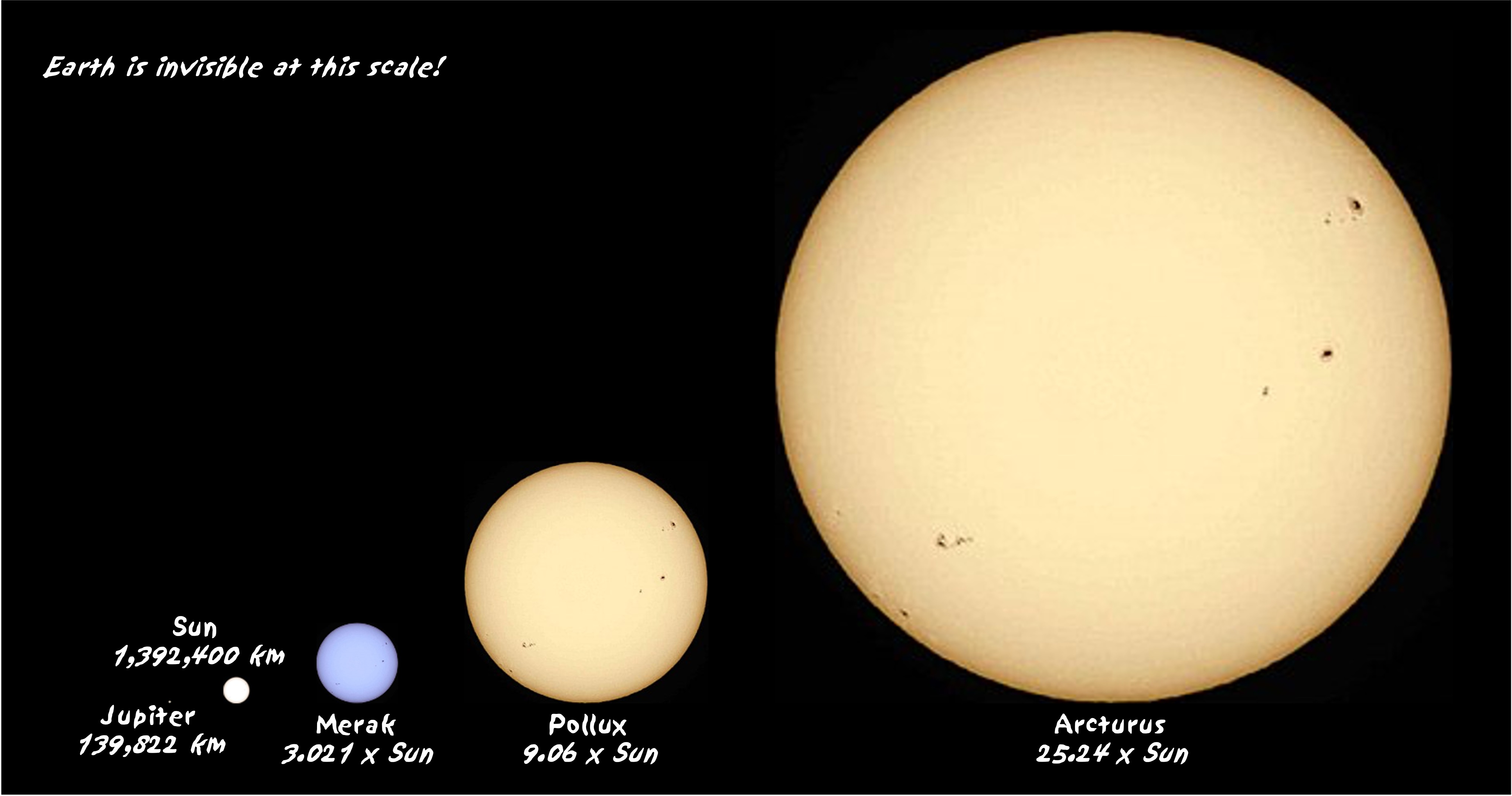
So sách kích thước của Mặt Trời, sao Đại Giác, sao Pollux, sao Merak và Sao Mộc.